# These Thousand Hills
These Thousand Hills és una pel·lícula estatunidenca dirigida per Richard Fleischer i estrenada l'any 1959.	

## Argument
Un vaquer s'instal·la en un poble i s'enamora d'una jove que treballa al saloon local. Però ignora que la noia està relacionada amb el patró que domina la zona, fet que li provocarà múltiples problemes.

## Repartiment
- Don Murray: Albert Gallatin 'Lat' Evans
- Richard Egan: Jehu
- Lee Remick: Callie
- Patricia Owens: Joyce
- Stuart Whitman: Tom Ping
- Albert Dekker: Marshal Conrad
- Harold J. Stone: Ram Butler
- Royal Dano: Carmichael
- Jean Willes: Jen